# Bulbophyllum lophoglottis
Bulbophyllum lophoglottis là một loài phong lan thuộc chi Bulbophyllum.